# Аргайл (Джорджія)
Аргайл (англ. Argyle) — місто (англ. town) в США, в окрузі Клінч штату Джорджія. Населення — 190 осіб (2020).

## Географія
Аргайл розташований за координатами 31°4′24″ пн. ш. 82°38′56″ зх. д. / 31.07333° пн. ш. 82.64889° зх. д. (31.073214, -82.648875).  За даними Бюро перепису населення США в 2010 році місто мало площу 4,45 км², уся площа — суходіл.

### Клімат
| Клімат : Аргайл       | Клімат : Аргайл | Клімат : Аргайл | Клімат : Аргайл | Клімат : Аргайл | Клімат : Аргайл | Клімат : Аргайл | Клімат : Аргайл | Клімат : Аргайл | Клімат : Аргайл | Клімат : Аргайл | Клімат : Аргайл | Клімат : Аргайл | Клімат : Аргайл |
| Показник              | Січ.            | Лют.            | Бер.            | Квіт.           | Трав.           | Черв.           | Лип.            | Серп.           | Вер.            | Жовт.           | Лист.           | Груд.           | Рік             |
| Середній максимум, °C | 16,7            | 18,9            | 22,8            | 26,7            | 30,0            | 32,2            | 33,3            | 32,8            | 30,6            | 26,7            | 22,2            | 17,8            | 26,1            |
| Середній мінімум, °C  | 2,8             | 4,4             | 7,2             | 10,6            | 15,0            | 18,9            | 20,6            | 20,6            | 18,3            | 12,2            | 7,2             | 3,9             | 11,7            |
| Норма опадів, мм      | 114             | 104             | 122             | 84              | 89              | 142             | 163             | 157             | 109             | 66              | 64              | 89              | 1306            |
| --------------------- | --------------- | --------------- | --------------- | --------------- | --------------- | --------------- | --------------- | --------------- | --------------- | --------------- | --------------- | --------------- | --------------- |
| Джерело: Weatherbase  |                 |                 |                 |                 |                 |                 |                 |                 |                 |                 |                 |                 |                 |

## Демографія
Згідно з переписом 2010 року, у місті мешкало 212 осіб у 73 домогосподарствах у складі 52 родин. Густота населення становила 48 осіб/км².  Було 126 помешкань (28/км²).
Расовий склад населення:
| - 51,9 % — білих - 44,3 % — чорних або афроамериканців - 2,8 % — осіб інших рас |

До двох чи більше рас належало 0,9 %. Частка іспаномовних становила 3,8 % від усіх жителів.
За віковим діапазоном населення розподілялося таким чином: 31,6 % — особи молодші 18 років, 56,1 % — особи у віці 18—64 років, 12,3 % — особи у віці 65 років та старші. Медіана віку мешканця становила 36,5 року. На 100 осіб жіночої статі у місті припадало 84,3 чоловіків;  на 100 жінок у віці від 18 років та старших — 74,7 чоловіків також старших 18 років.
Середній дохід на одне домашнє господарство  становив 33 202 долари США (медіана — 33 125), а середній дохід на одну сім'ю — 45 181 долар (медіана — 37 321). За межею бідності перебувало 23,2 % осіб, у тому числі 16,7 % дітей у віці до 18 років та 12,9 % осіб у віці 65 років та старших.
Цивільне працевлаштоване населення становило 45 осіб. Основні галузі зайнятості: виробництво — 22,2 %, освіта, охорона здоров'я та соціальна допомога — 22,2 %, мистецтво, розваги та відпочинок — 13,3 %, сільське господарство, лісництво, риболовля — 13,3 %.